# مدرسة ابن يوسف (مراكش)
مدرسة ابن يوسف هي مدرسة في مدينة مراكش، تعدّ من أشهر مدارس المغرب، وهي تحفة معمارية تعود إلى عهد الدولة المرينية، شيدها السلطان أبو الحسن المريني عام 747هـ، 1346م. وهي تمتاز بتناسق عمارتها وروعة زخرفتها، تتكون من الداخل من صحن أوسط مكشوف يحفه من الجانب الجنوبي إيوان القبلة. ومن جوانبه الثلاثة الشرقية والغربية والشمالية ثلاث ظلات تحمل جميعها حجرات وسكن الطلاب، وقد جددت عمارة المدرسة في عصر السعديين، دون أن تغير شيئاً من عناصرها القديمة.
مدرسة ابن يوسف هي بحق وجهة للزوار و السياح و لكل عشاق عبقرية التاريخ و الحرفية للصناعة التقليدية.

## تاريخ

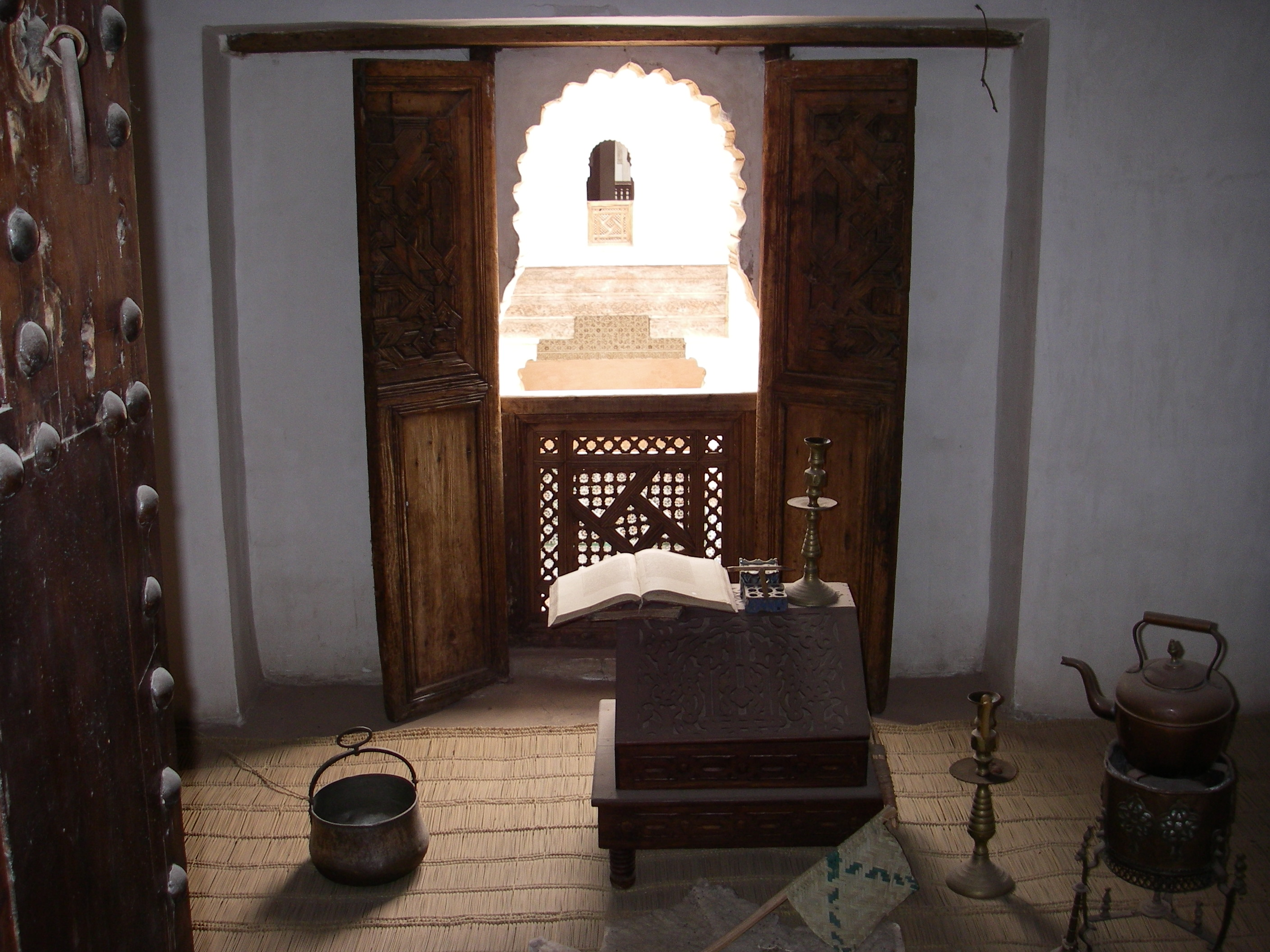
غُرفة طلاب بسيطة، في مدرسة ابنُ يُوسف.

النواة الأولى لهذه المدرسة تعود لفترة الدولة المرينية، وأعاد بعدها السلطان السعدي عبد الله الغالب بناءها بين سنتي 1564 - 1565، فأعاد بذلك السعديون الحياة للنواة الأصلية لمدينة مراكش ببنائهم للمدرسة ذات الشكل المربع.
شكلت المدرسة، ذات الشكل المربع والتي تصل مساحتها إلى حوالي 1680 متراً مربعاً، على امتداد أربعة قرون، معقلا للعلماء ومقصداً للطلبة المتعطشين للعلم والمعرفة في مختلف العلوم خاصة منها الدينية والفقهية، قبل أن تتحول إلى مزار سياحي وتحفة أثرية وعلامة ازدهار حضاري مغربي سابق.

## زخرفة
تنوع مواد البناء والزخارف يجعل مدرسة بن يوسف تُحفة فنية من المعمار الأصيل وسجلا يؤرخ للفن المغربي في عهد المرينيين، فخشب الأرز الذي جُلب من جبال الأطلس يوجد في كل أنحاء المعلمة، في القبب الفخمة للدهليز وقاعة الصلاة، وسقوف الممرات، والإفريزات. أما الرخام الإيطالي فقد استعمل كثيراً في هذه المدرسة، إذ نجد عمودين منقوشين في جوانب باب قاعة الصلاة، بالإضافة إلى أربعة أعمدة أخرى في نفس القياس وذلك في المحراب وقاعة الوضوء. أما الجبس فيبدو أنه الأكثر استعمالا في تزيين المدرسة، كما تدل على ذلك اللوحات الكبيرة من الجبس المنقوش، والتي تغطي واجهات الفناء وقاعة الصلاة. ويميز هذه المعلمة استعمال الزليج بألوانه المتنوعة وأشكاله الهندسية وتقنياته المختلفة، إذ يغطي أسفل الجدران وكذا الأعمدة، أما الأرضية فمرصعة بالرخام الإيطالي، خاصة الصحن، كما يغطي أرضية قاعة الصلاة والغرف، كما نجد قطع الزليج الصغيرة، في الممرات والأدراج والصحون الصغيرة.

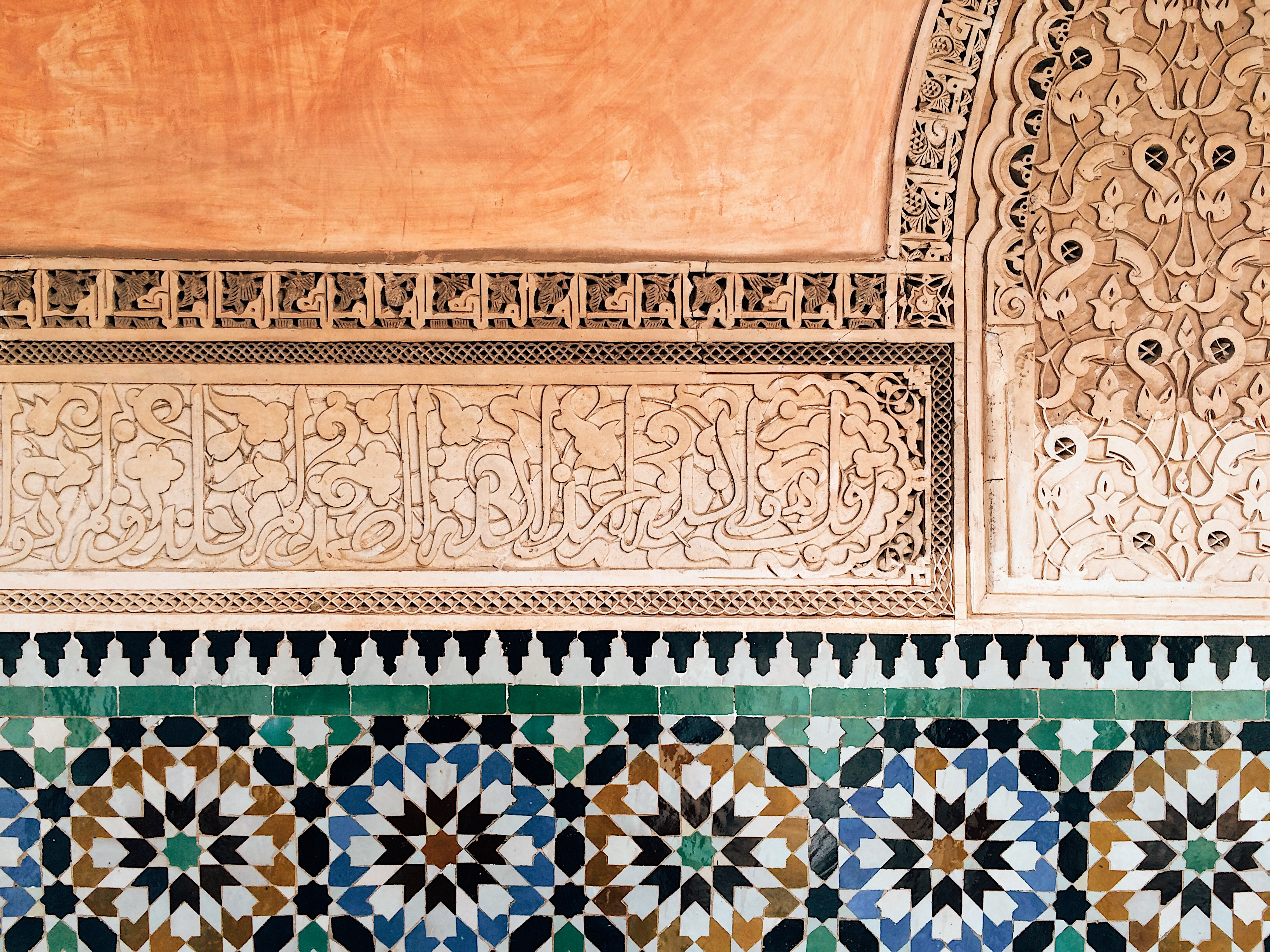
سورة الإخلاص منقوشة بالخط الثلث المغربي فوق الزليج وتحت التدلكت على جدار المدرسة
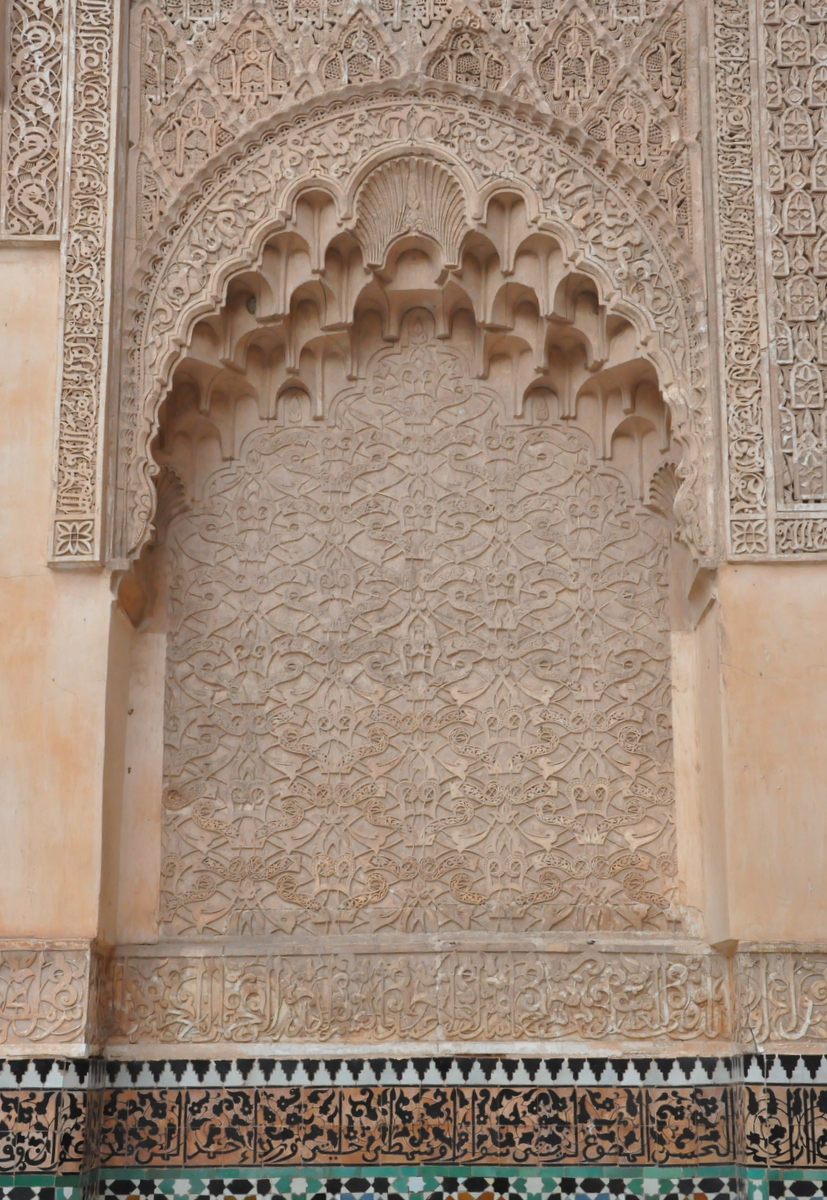
زاوية ذات الجبس المنقوش بالزخرفة والمقرنص داخل المدرسة
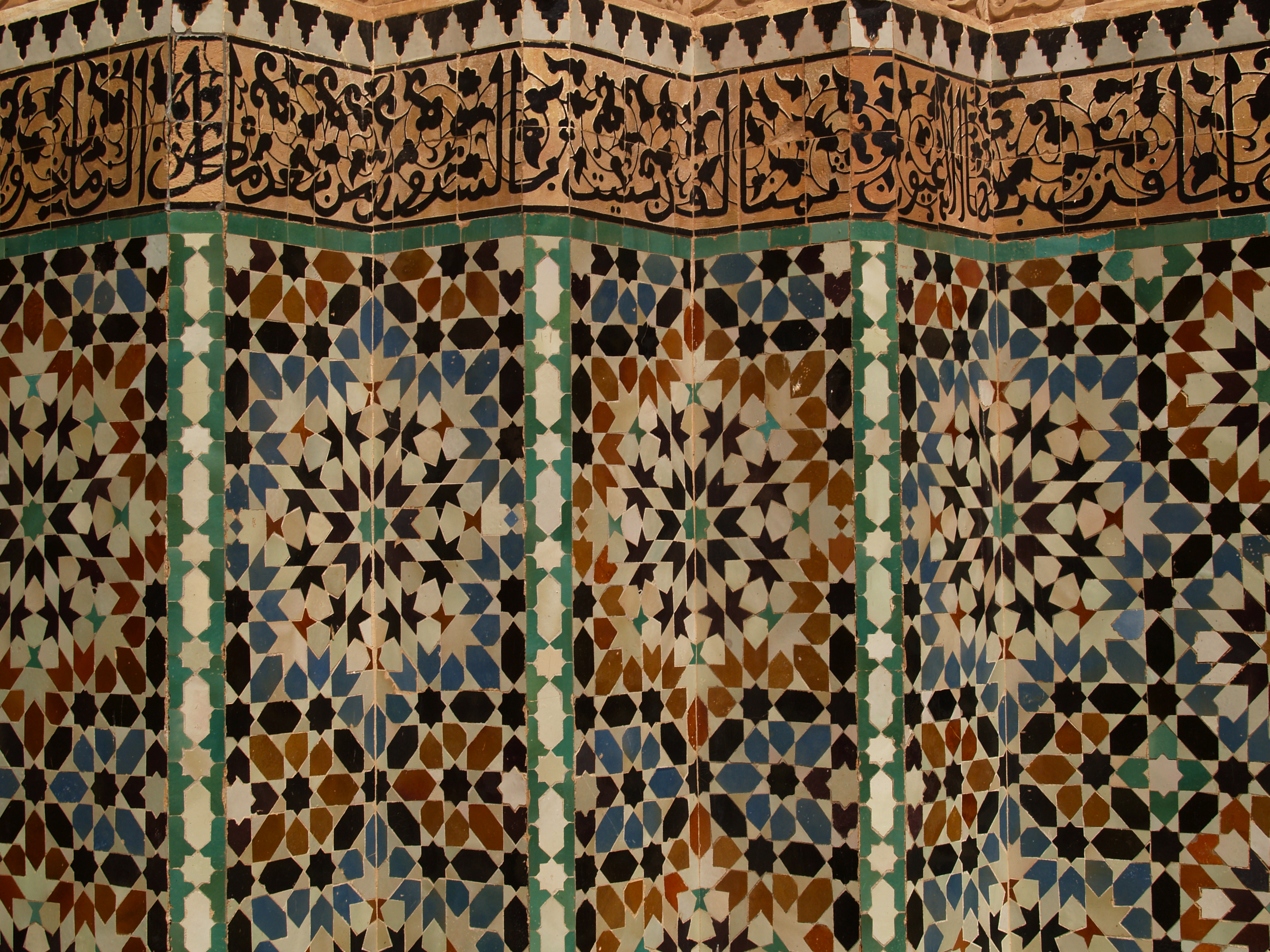
قطع زليج ملونة
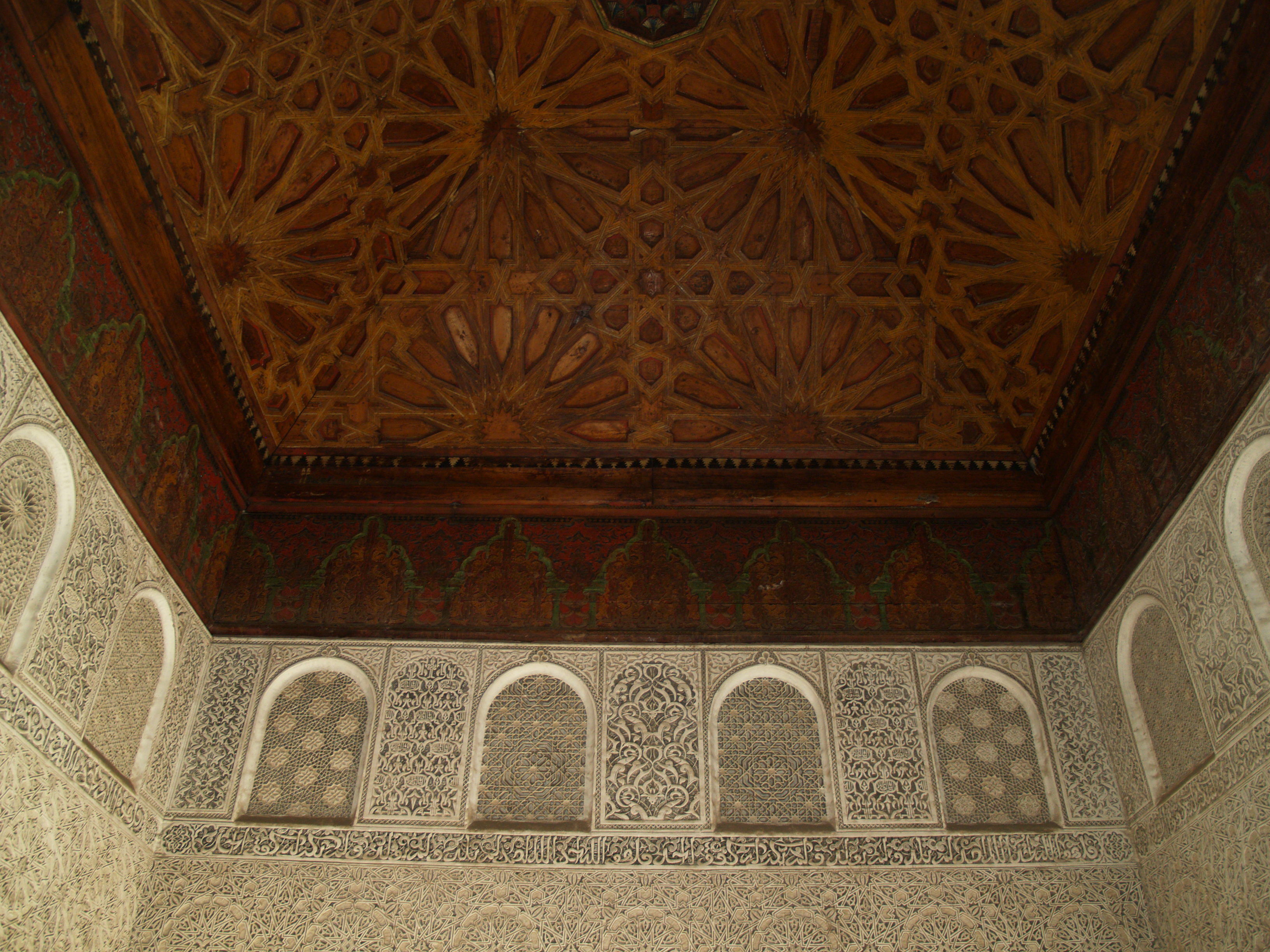
نظرة مقربة للسقف المصنوع من خشب الأرز الأطلسي المنقوش
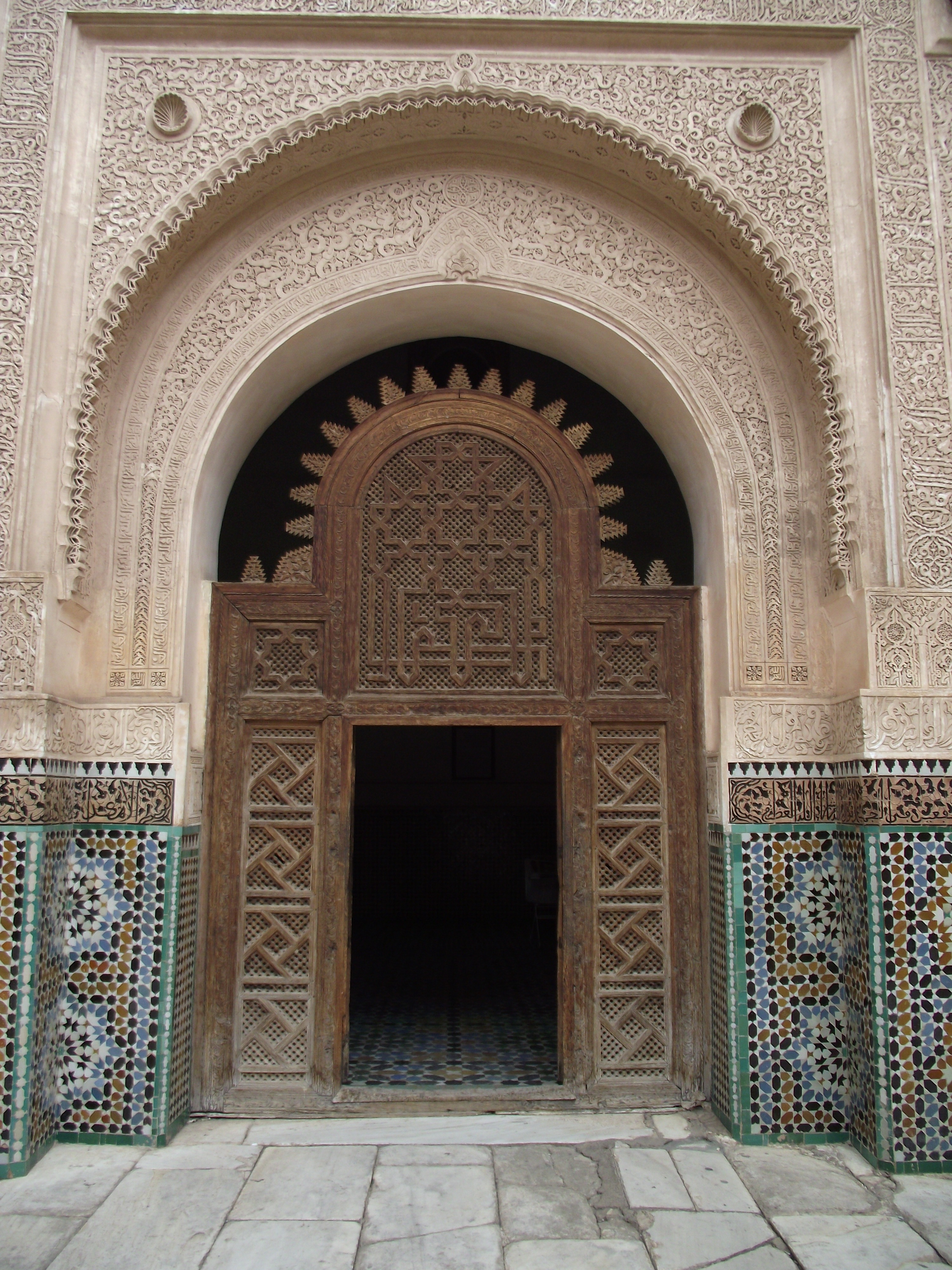
مدخل للصحن المركزي المزخرف بخشب الأرز المنقوش والجبس المعقد والزليج
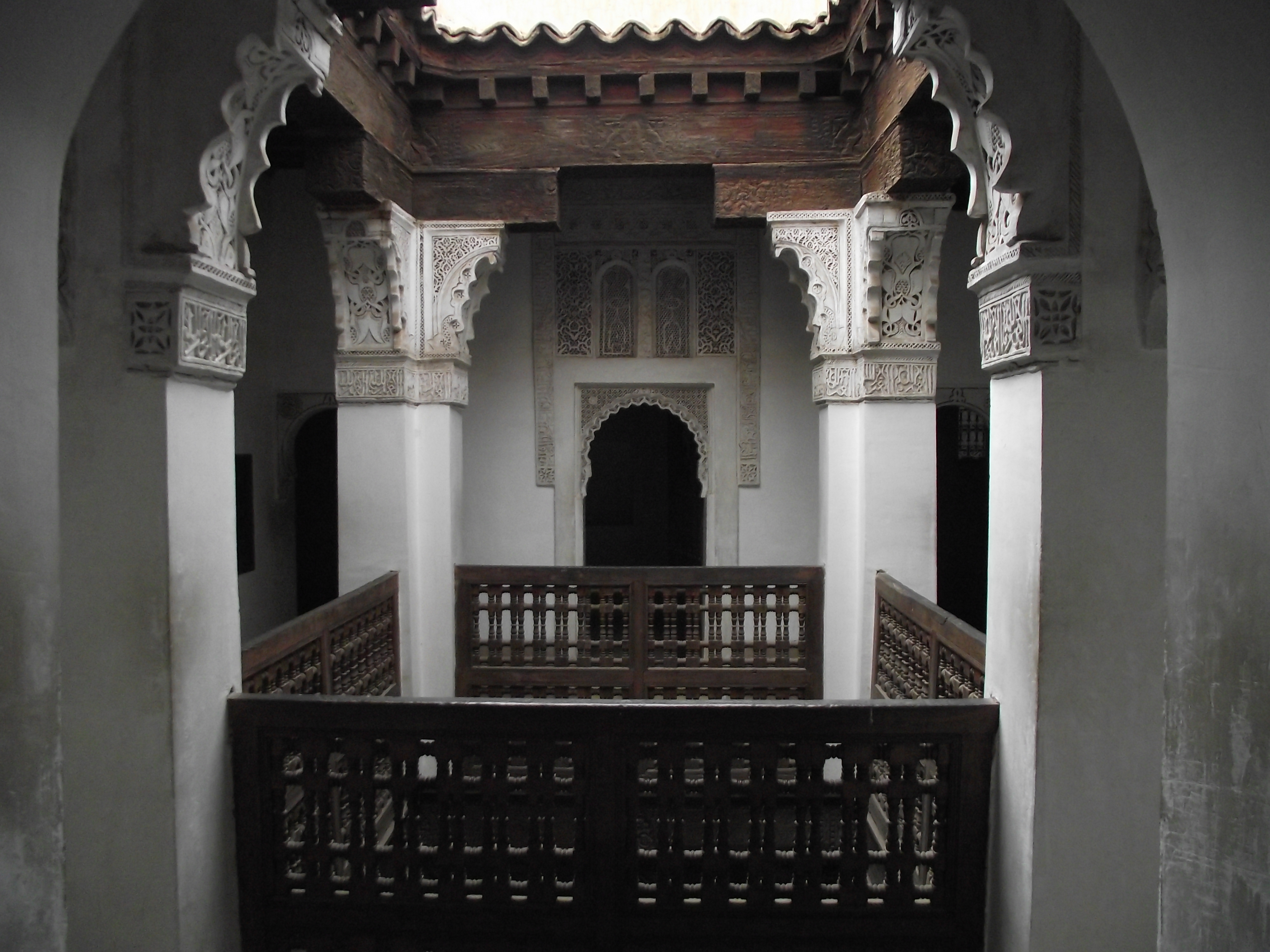
نظرة داخلية لرواق يؤدي إلى مسكن الطلاب
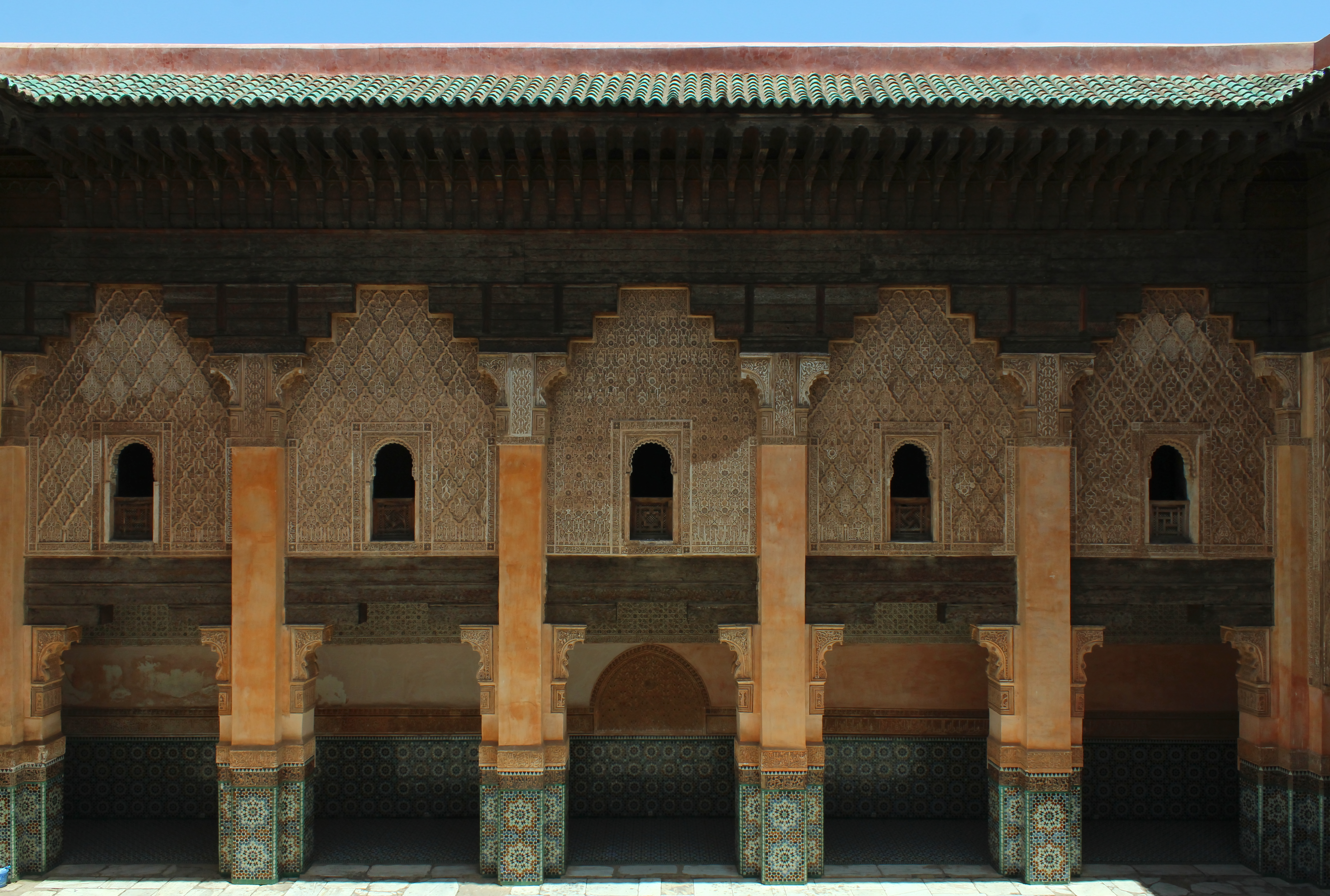
تفاصيل الواجهة الداخلية للصحن، ويجدر بالذكر أن النوافذ هي لغرف الطلاب

## تصميم العمارة
وقبل الولوج إلى داخل بناية المدرسة، تسترعي انتباه الزائر قبة من المقرنس بالجبس تحمل نقوشاً بالألوان، أما باب المعلمة فمغطى بالبرونز المنقوش. ويتم الولوج إلى المدرسة عبر ممر مغطى بسقف يضيء المكان من خلال مجموعة من الفتحات، قبل أن يفضي إلى دهليز يؤدي إلى مختلف أنحاء البناية.
وفي الجهة الوسطى من الواجهة الشمالية يوجد بيت الصلاة، المكوَّنُ من ثلاث بلاطات عرضية يفصلها صفان من الأعمدة الرخامية، وهي بلاطات جانبية تتوفر على خزانات خشبية كانت تستعمل، في السابق، كمكتبة خاصة بنزلاء المدرسة. ويكشف المحراب عن زخارف بديعة، ومواد متنوعة، تعبر عن غنى هذه المعلمة، مثل الرخام والخشب والجبس بأشكال مختلفة الألوان. ويشكل المحراب المزود بشرفات خماسية الأضلاع قوساً تاماً مدعماً بأربعة أعمدة صغيرة من الرخام تُغطيه قبَّة صغيرة من المقرنس بالجبس.
وتوجد قاعة الوضوء في أول الممر الغربي، وهي تحتوي على حوض مربع الشكل يستعمل للوضوء، تغطيه قبة جبسية مُقرنسة، فيما الكل مدعم بأربعة أعمدة رخامية.
وفي الطابق العلوي، وعبر درج تقليدي يناسب المكان، توجد باقي حجرات الطلبة، ومن بين خصوصيات المدرسة وجود ممرين يحيطان بالساحة المركزية ويؤديان إلى سبعة صحون صغيرة توجد بها حجرات الطابق السفلي، ويعيد الطابق العلوي تصميم الطابق السفلي.

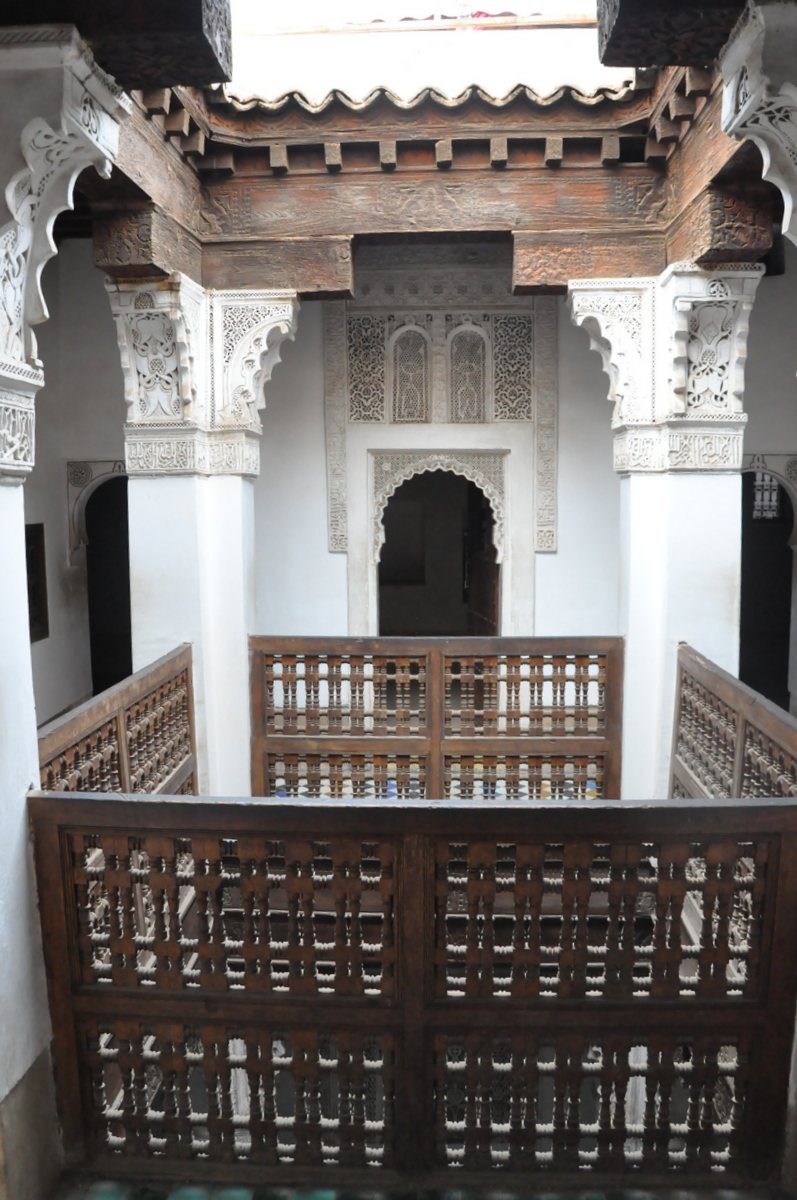
مسكن طلاب المدرسة
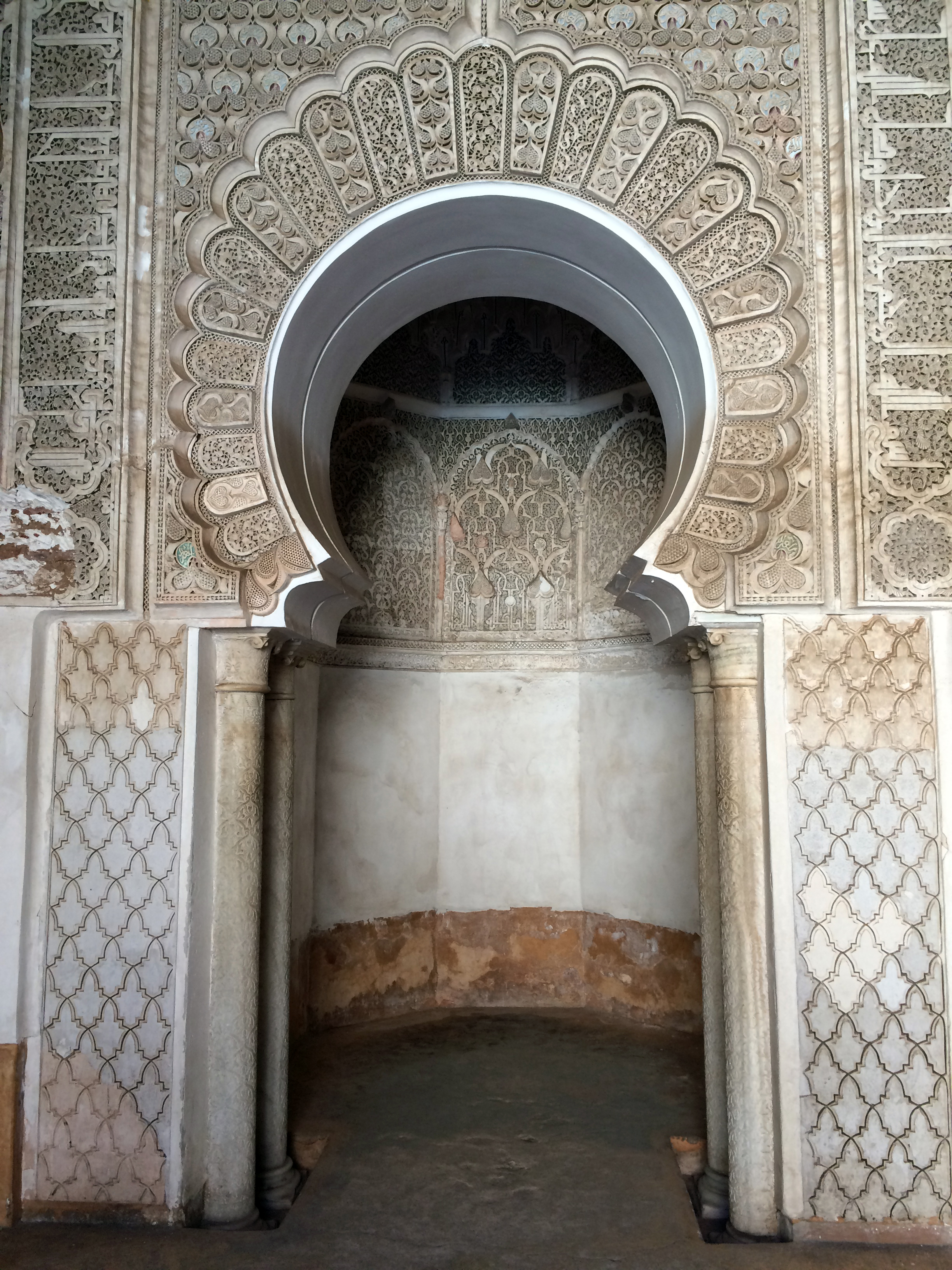
محراب ذو زخرفة درج وكتف والخط الكوفي
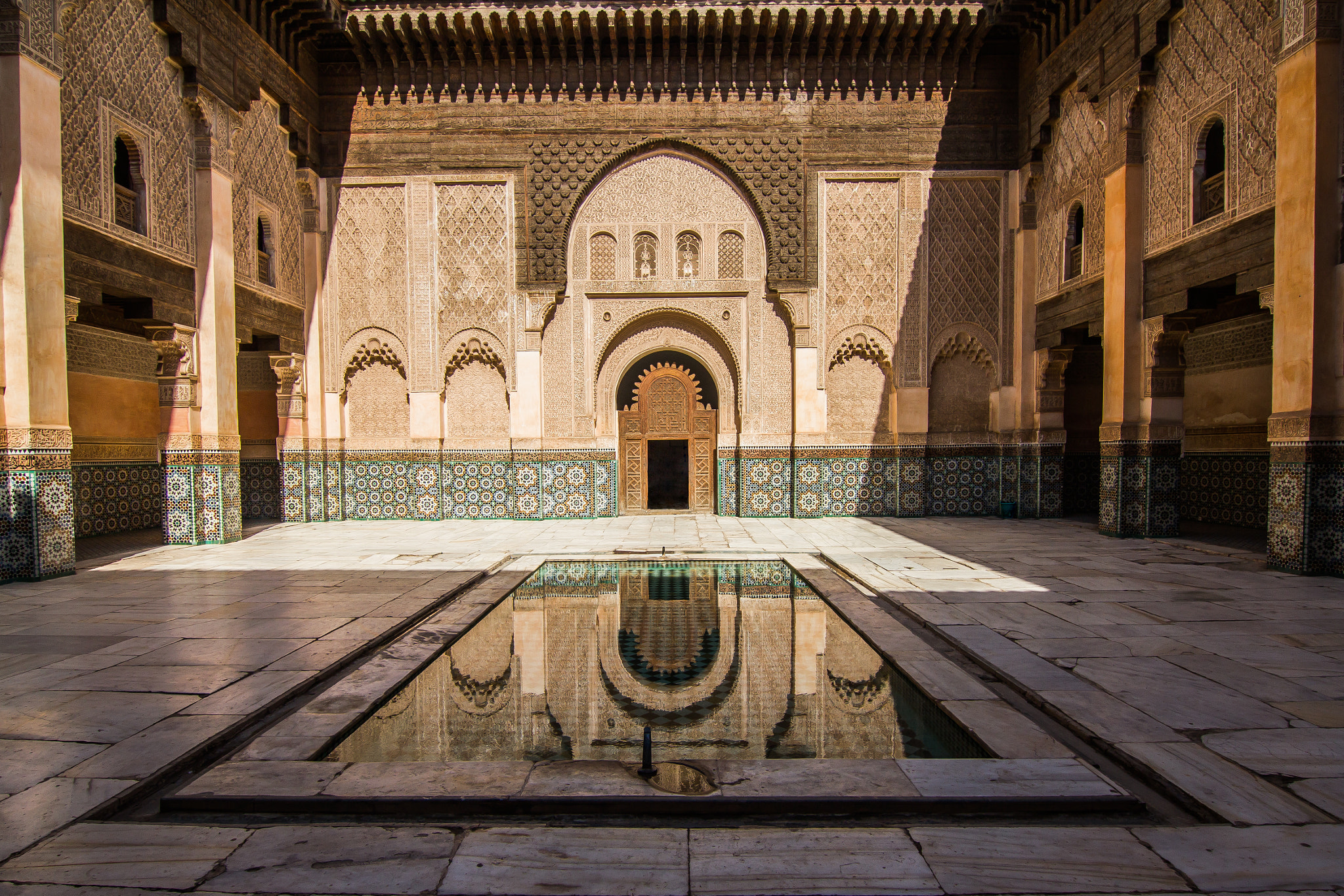
رؤية على الصحن والحوض في وسطه

### التدريس
لم تكن الدروس تلقى بالمدرسة نفسها، ولكن بداخل مسجد بن يوسف المجاور، حيث كانت عبارة عن «حي جامعي»، بالمفهوم المتعارف عليه اليوم، سكن الطلبة، ويبلغ مجموع الغرف المخصصة للطلبة 132 غرفة، حيث كان يعيش الطلبة ويراجعون دروسهم، في حين كانت قاعة الصلاة تُستعمل لأداء الواجب الديني.

## وصلات خارجية
- كتاب فاروق المراكشي: مبرهنة فيتاغورس ومدرسة بن يوسف